# Liviu Turcu
Liviu Turcu (n. 12 iulie 1948, Galați) este un fost ofițer în cadrul DIE în perioada comunistă.
A fost implicat în activități informativo-operative în domeniul politico-economic, sub acoperirea diplomatică a Ministerului de Externe.
În ianuarie 1989, pe când se afla în misiune temporară la Viena, sub acoperirea de consilier, a decis să nu se mai întoarcă în România și a solicitat azil politic în SUA.
A fost ultimul defector important din serviciul de spionaj de la București înainte de căderea dictaturii comuniste a lui Nicolae Ceaușescu.
În anul 2006, Liviu Turcu a prezentat o listă a politicienilor care sunt ofițeri acoperiți.
Din „Lista lui Liviu Turcu" fac parte: 
- Adrian Năstase, deputat PSD: fond informativ la nivelul UM 0625, UM 0195, UM 0544;
- Teodor Meleșcanu, senator și prim-vicepreședinte al PNL: fond informativ la nivelul UM 0544, UM 0195, UM 0625;
- Mircea Coșea, deputat PNL: fond informativ la nivelul UM 0544, UM 0625, UM 0195;
- Ioan Mircea Pașcu, deputat PSD: fond informativ la nivelul UM 0544, UM 0195, UM 0110;
- Radu Vasile, fost premier: fond informativ la nivelul UM 0610 si al Securității Municipiului București;
- Eugen Dijmărescu: fond informativ la nivelul UM 0544, UM 0195, UM 0625;
- Alin Teodorescu: deputat PSD: fond informativ la nivelul Direcției a II-a, Securitatea Municipiului București;
- Viorel Hrebenciuc: deputat PSD: fond informativ la nivelul UM 0110, UM 0195;
- Șerban Mihăilescu: senator PSD: fond informativ UM 0544, UM 0195;
- Ilie Sârbu: senator PSD: fond informativ la UM 0610;
- Gelu Voican Voiculescu: fond informativ la nivelul Securității Municipiului București.

Fostul șef al Contraspionajului, Filip Teodorescu, a susținut că „Lista lui Liviu Turcu” este întocmită de serviciile secrete americane, iar Turcu este agent al CIA. De asemenea, a declarat că, în anul 1991, Turcu a devenit, în secret, al doilea om ca importanță în cadrul SRI, deși era inculpat în dosarul Timișoara. Totul, sub oblăduirea lui Ion Iliescu și a lui Virgil Măgureanu: „A venit cu un ordin de misiune".